# Evan Mobley

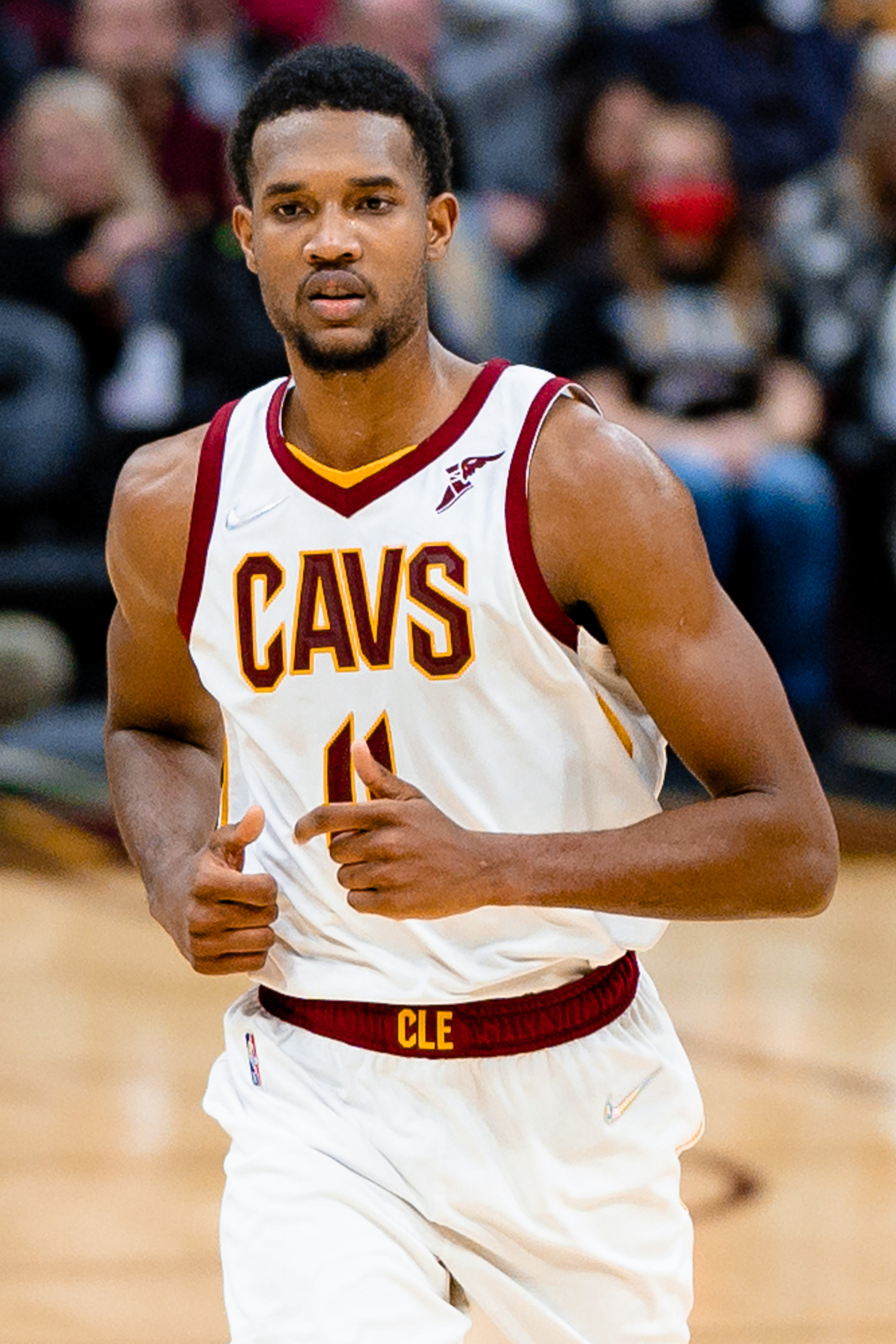
Evan Mobley, 2021.

Evan Mobley, född 18 juni 2001 i San Diego i Kalifornien, är en amerikansk professionell basketspelare (PF/C) som spelar för Cleveland Cavaliers i National Basketball Association (NBA).
Han draftades av Cleveland Cavaliers i första rundan i 2021 års draft som tredje spelare totalt.
Innan Mobley blev proffs studerade han vid University of Southern California och spelade för deras idrottsförening USC Trojans.
Han är bror till Isaiah Mobley.